# Michael Phelps
Michael Fred Phelps (IPA: /ˈmaɪkəl frɛd fɛlps/, Baltimore, Maryland, 1985. június 30. –) huszonháromszoros olimpiai bajnok amerikai úszó, minden idők legsikeresebb olimpikonja.
Michael Phelps 1985. június 30-án született a Maryland állambeli Baltimore-ban, s ma is ott él. Apja rendőr, anyja iskolaigazgató, de a szülők elváltak. Michaelt édesanyja egyedül nevelte – együtt a fiú két nővérével, Whitney-vel és Hilaryvel. Gyerekkorában Phelps súlyosan hiperaktív volt, képtelen volt egyetlen tevékenységre összpontosítani, anyja éppen ezért vitte le úszni.
Phelps hat aranyérmet és két bronzérmet nyert a 2004-es nyári olimpián Athénban. Négy évvel később a Pekingi olimpián szintén 8 érmet nyert, mely mind aranyérem, ezzel megdöntötte a szintén amerikai Mark Spitz rekordját az egy olimpián megszerzett aranyak számában. Phelps a 2012-es londoni olimpián négy aranyérmet és két ezüstérmet nyert. A 2016-os nyári olimpiai játékokon, Rio de Janeiróban további öt arannyal és egy ezüsttel gazdagodott.
Nemzetközi címei és rekordjai miatt "az év úszója díjat" is megkapta hat alkalommal, az "év amerikai úszójának díját" nyolc alkalommal. Nemzetközi, hosszúpályás versenyeken 71 érmet nyert, ötvenhét aranyat, tizenegy ezüstöt és három bronzot az olimpiai, világbajnoki és Pan Pacific bajnoksági versenyeken. A 2008-as példa nélküli sikere nyomán megkapta a "Sports Illustrated" magazin "Az év férfi sportolója" címét.
A 2008. évi nyári olimpiai játékok után megalapította a Michael Phelps Alapítványt, amelyik az úszó sport növekedésre fókuszál és az egészségesebb életstílust hirdeti. Az Amerikai Drogellenes Ügynökség programja miatt is rendszeresen dopping vizsgálaton vesz részt.
Észak-Baltimore Aqva Klubban edzett Bob Bowmannál.  Tizenöt évesen a legfiatalabb férfi volt, aki bekerült az amerikai olimpiai csapatba az utóbbi 68 évben. 2000-ben nem nyert érmet, a döntőben ötödik helyen végzett 200 méteres pillangóban.
2001-ben a világbajnokságon 200 méteres pillangóban világrekordot állított fel tizenöt évesen. Ezzel Michael Phelps lett a legfiatalabb világrekord szintet megúszó sportoló, megdöntve Ian Thorpe rekordját, aki tizenhat évesen állított fel világrekordot 400 méter vegyesen. Fukuokában a világbajnokságon Michael Phelps megdöntötte saját rekordját 200 méter pillangóban, megszerezve a világbajnoki címet.

## 2002. évi Pan Pacific bajnokság
A 2002. évi Pan Pacific bajnokság válogatóján Fort Lauderdaleben Phelps amerikai rekordot állított fel 200 méteres vegyesúszásban, 200 méteres pillangóban lemaradt a világbajnoki címről.
Michael Phelps megjavította Tom Dolan rekordját 4:11.09-es időeredménnyel. Erik Vendt második lett 4:11,27-es idővel, ami a korábbi világrekordnál szintén jobb volt. 200 méter gyorson Phelpst legyőzte Klete Keller. 100 méteres pillangóban Ian Crockert megverte Phelps.
A 2002. évi Pan Pacific bajnokságot Jokohamában rendezték meg, ahol Michael Phelps három aranyat és két ezüstöt nyert. Az első versenyen 400 méter vegyesben egyéni számban Erik Ventet megelőzve nyert aranyat Phelps, 4:12,48-as idővel. 200 méteres pillangóban
Tom Malchow mögött végzett, aki 1:55,21-es időt úszott. Phelps azt mondta, hogy azért vesztett, mert nem edzett pillangóban komolyabban, miután megnyerte a világbajnoki címet. 200 méteres vegyesben egyéniben 1:59.70-nel nyert. 4x200-as váltóban Phelps Nate Dusing, Klete Keller és Chad Carvin mellett ezüstöt nyert 7:11,81-es idővel Ausztrália mögött.
Az amerikai 4x100-as vegyes váltó Aaron Peirsol, Brendan Hansen, Phelps és Ian Crocker úszókból állt. A vegyes váltó döntőben Phelps 51,1-es rész időt úszva a leggyorsabb volt. A 3:33,48-as összesített idő világrekord volt.

## 2003. évi úszó világbajnokság
Michael Phelps nyert 200 gyorsban, 200 háton, 200 pillangóban. Ő az első amerikai, aki nyert három különböző futamon, három különböző számban egy nemzeti bajnokságon. 2003-ban Phelps világrekordot úszott 200 méter vegyesen 4:10.73-as idővel és majdnem rekordot állított fel 100 méteres pillangóban, a rekordhoz 0,03 másodperc kellett. Santa Clara településen 200 méteres egyéni vegyesben 1:57.94-as idővel világcsúcsot úszott. Korábban Don Talbot tartotta a 200 méteres egyéni vegyesúszás rekordját.
A 2003. évi úszó világbajnokságon Phelps 4 aranyat, 2 ezüstöt nyert, öt világbajnoki rekordot állított fel. 2003. július 22-én úszott világrekordot 200 méter pillangóban. Phelps 1:53.93-re javította az 1:54.58-as idejét, amit 2001-ben állított fel. Michael Phelps volt az első, aki 1:54.00 alatt úszta a 200 pillangót. A döntőben 200 méter pillangóban, július 23-án, Phelps könnyen szerzett aranyat, de a saját rekordjához, az 1:54.35-ös időhöz ezúttal nem került közel.
Kevesebb, mint egy órával később 4x200-as gyors váltóban versenyzett és amerikai csúcs idővel zárt. Elsőként nyitotta a futamot a váltóban. Az amerikai csapat 7:10.26-os idővel a második helyen végzett az ausztrálok mögött a 7:08.58-as szinttel.
200 méter vegyesen egyéniben fölénnyel nyert. Július 24-én 200 méteren saját rekordot megdöntve az 1:57.52-es szintet hozta.
Július 25-én 200 méteren egyéni vegyesben a döntőben 1:56.04-gyel Ion Thorpe előtt végzett. Körülbelül egy órával a 200 vegyes egyéni előtt Phelps 100 méter vegyest úszott. Újra megmutatta dominanciáját a futamon, amit 51.47-tel zárt.
Bár a 100 méter pillangó fináléjában, július 26-án Ian Crocker jobb idő eredményt ért el, mint Phelps 50.98-es időt úszva. Ian Crocker teljesítette elsőként a távot 51 másodperc alatt. Phelps is a korábbi világrekord alatt úszott, 51.10 alatt úszta a 100 métert, ezüsttel kellett beérnie.
A 400 méter egyéni vegyesben, július 27-én, Phelps csúcsot döntött, korábbi rekordját. 4:09.09-gyel könnyen szerezte meg az aranyat. Körülbelül fél órával később, begyűjtötte utolsó arany érmet, amikor az Amerikai Egyesült Államok győzött a 4x100-as vegyes váltóban.

## 2004. évi nyári olimpiai játékok
A 2004. évi olimpiai elődöntőkön Phelps hat számban indult egyéniben: 200 és 400 vegyesen, 100 és 200 pillangóban, 200 méter gyorsban
és 200 méter háton. Az első futamon 400 m egyéni vegyesben Michael Phelps könnyedén győzött a 4:08.41-es eredménnyel.
Két nappal később, 200 méteres gyorson, Phelps 1:46.27-es időt teljesített, Klete Kellert leúszva lett az első. Phelps az eredménnyel nem volt elégedett, 1:45-ös idő alatt akart úszni. A következő napon 1:54.31-gyel Phelps megnyerte a 200 m pillangót, három másodperccel a második helyen végző Tom Malchowwal szemben.
Két nap szünet után Phelps újra a medencében volt, 200 egyéni vegyesben diadalmaskodott Ryan Lochte előtt 2,7 másodperccel ért célba. 
A következő napon Ian Crocker 100 méter pillangóban verte Phelpst 50.76-tal 0.39 másodperccel. Az olimpiai elődöntők végére Phelps hat számban kvalifikáltatta magát, az Amerikai Egyesült Államok csapatából elsőként. A 200 m hát futammal nem törődött, helyette a 200 m gyorsra koncentrált, mert Ian Thorpepal akart versenyezni. A számban harmadikként végzett. A 100 m gyorsat nem teljesítette, mégis beválogatták a 4x100-as gyors váltóba. Gary Hall, Jr. szerint ez nem volt helyénvaló, azt mondta, Phelps nem érdemli meg, hogy indulhasson a váltóban. Phelps arra hivatkozott, hogy túl sűrű volt a programja, ezért nem teljesítette a 100 m gyorsat, és hogy azért volt legjobb négy között volt, mert leúszta Jason Lezakot a legutóbbi úszó futamon.
Az athéni olimpia első eseményén, a 400 m vegyesben 4:08.26-os idővel, új világcsúccsal megszerezte első olimpiai arany érmét.
A következő nap a 4x100-as gyors váltóban Ian Crocker, Neil Walker és Jason Lezak úszókkal 3:14.62-os eredménnyel a harmadik helyen végeztek. Crockernek volt a legrosszabb ideje, az 50.05 miatt a betegségét okolták. A következő nap eseményeit az évszázad eseményeként titulálták. Azon a napon Phelps a harmadikként végzett Ian Thorpe és Pieter van den Hoogenband mögött 200 m gyorsban.
Ebben a futamban lehetőség volt Spitz rekordjának megdöntésére, bár nem Phelps fő száma volt, ezt mondta: "Hogy lehetek csalódott? Minden idők két legjobb gyorsúszójával versenyeztem." A következő futama a következő napon volt, a 200 pillangó. 1:54.04-es idővel elsőként végzett, új olimpiai rekorddal, Tom Malchow idejét megdöntötte. Körülbelül egy órával később 4x 200 m gyors váltóban Ryan Lochte, Peter Vanderkaay, és Klete Keller csapattal az elsőként végzett 7:07.33-mal. Két nappal később, 200 méter egyéni váltóban Phelps 1:57.14-et produkálva, egy új olimpiai rekorddal lett első. 100 m pillangó döntőben, ez másnap volt Phelps 51.25-tel végezve, 0.04-gyel leúszta amerikai csapattársát Ian Crockert, a korábbi rekordtartót.
Tradicionálisan az olimpikon, aki egyéni versenyben a legjobb, automatikusan bejut a 4 × 100 méteres vegyes váltóba. Ez Phelpsnek egy ingyenes belépőt adott a vegyes váltóba, de ő visszalépett és Ian Crocker helyettesítette. Phelps gesztusa lehetőséget adott Crockernek, hogy egy utolsó lehetőséggel aranyérmet szerezzen az olimpián. Az amerikai vegyes váltó világrekorddal lett első a futamon, mivel az előfutamot megnyerte, Phelps is kapott aranyat a 4x100 méteres váltóért. A 2004. évi nyári olimpiai játékokon Michael Phelps 6 aranyat és két bronzot gyűjtött be, Mark Spitz mögött a második legeredményesebb úszóként. Mark Spitz hét aranyat szerzett Münchenben az 1972. évi nyári olimpiai játékokon. Phelps lett a második úszó, aki valaha is nyert két egyéni címet és egy egyénit négyszer. A rekordot ebben is Spitz állította fel 1972-ben.

## 2005. évi úszó világbajnokság

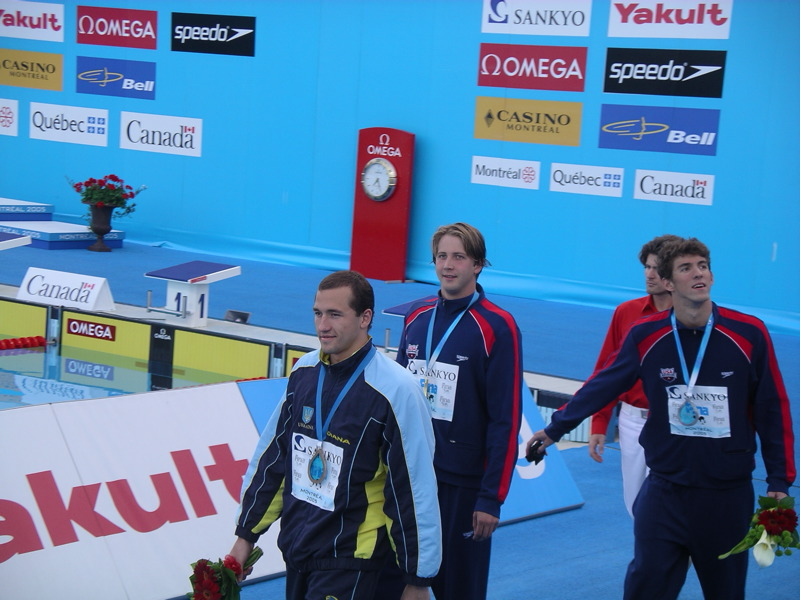
100 m pillangó után, 2005 FINA világbajnokság Montréálban. Phelps jobb oldalt

2005-ben a világbajnokságon Phelps úgy döntött nem indul a szokásos számaiban, a 400 m egyéni vegyest és a 200 méter pillangót. Phelps indult 400 m gyorson, 200 m gyorson, 100 m pillangón, 100 m gyorson és 200 m egyéni váltóban az előfutamokon. 2005-ben Michael Phelps 6 érmet gyűjtött be. Öt aranyat és egy ezüstöt. A 400 méteres gyorsúszásban, amit korábban nem próbált, 18. helyezést ért el 3:50.53-mal. Ugyanazon a napon később 4x100 m gyors váltóban Phelps megnyert első aranyát a bajnokságon. Két nappal később, július 26-án, Phelps megnyerte második aranyát 200 m gyorson új amerikai rekorddal 1:45.20-szal Grant Hackett előtt végzett. Két nappal később, július 28-án, Phelps 7-ként végzett a 100 m gyorsúszásban. Órákkal később a legmagasabb dobogóra állt fel, a harmadik aranyát a 200 m egyéni vegyesben nyerte. Július 29-én Phelps Ryan Lochte, Peter Vanderkaay és Klete Keller mellett úszott és begyűjtötték a 4x200 m gyors váltó aranyát 7:06.58-as idejükkel. Ez volt a negyedik arany Phelpsnek. Július 30-án, az utolsó egyéni futamán a 100 m pillangón úszott. A döntőben nem tudott Ian Crocker ellenfeleként érvényesülni ezüstöt kapott csak, az idők 51.65 és 50.40. Július 31-én megszerezte utolsó aranyát az úszó tornán, amikor az Amerikai Egyesült Államok nyert a 4x100-as vegyes váltóban. Phelps nem úszott a döntőben, de így is megkapta az aranyát.

## 2006. évi Pan Pacific bajnokság
A 2006. nemzeti úszó bajnokságon három futamon győzedelmeskedett. Az ő első számában, a 200 m pillangóban Phelps 1:54.32-es idővel nyert. A második futamában, a 100 m pillangóban Phelps Ian Crockerrel versenyzett. A harmadik versenyben az egyéni vegyesben Phelps 1:56.50-es idővel nyert épp megelőzve Ryan Lochtet.
A 2006. évi Pan Pacific bajnokság Victoria városban zajlott. Michael Phelps 5 aranyat és egy ezüstöt. Az első futamon, a 200 m pillangóban Phelps ismét világrekord időt változtatott az 1:53.80-as idővel. Ez volt az első világ rekordja az elmúlt két évben. A második futamon, a 400 egyéni vegyesben Phelps könnyedén nyert a 4:10.47-es idővel 3.38-cal megelőzve Robert Margalis ellenfelét. A harmadik futamon a 4x200 m gyors váltóban a 2005-ös évhez hasonlóan Ryan Lochte, Peter Vanderkaay és Klete Keller úszókkal volt egy csapatban. A gyors váltót 7:05.28-as idővel nyerték. A negyedik verseny a 200 m háton Phelps ezüstérmes lett. Aaron Peirsol 1:54.44-e mögött 1:56.81-et tudott teljesíteni. Az ötödik futam a 4x100 m gyors váltó Phelps Neil Walkerrel, Cullen Jonesszal és Jason Lezakkal csapatban, 3:12.46-os világrekorddal nyert. A hatodik eseményként a 200 m egyéni vegyesben, Phelp ismét világrekordot döntött, az új világcsúcs 3:12.46. Az előző 2003-as 1:55.94-es világrekordját cserélte le.

## 2007. évi úszó világbajnokság
2007-ben Michael Phelps a világbajnokság alatt 7 arany érmet nyert, öt világrekordot döntött meg. Phelps a 4x100 gyorsban szerezte meg az első aranyat 48.42-vel, a váltóban kezdő úszóként indult. Neil Walker, Cullen Jones és Jason Lezak mellett úszott, az új bajnoki idő 3:12.72, nem sok hiányzott a 3:12.46-os világrekordhoz. Új világrekordot állított fel a 200 m gyorssal, a második futamában. Phelps aranyat nyert Pieter van den Hoogenband előtt és átírta a hat éve változatlan 1:43.86-os világrekord időt, amit Ian Thorpe úszott. Harmadik futamában, a 200 m pillangóban, Phelps aranyat nyert és megjavította 1:53.71-es világ rekordját 1:52.09-ra. A negyedik futamában, a 200 m egyéni vegyesben, felállította harmadik világcsúcsát az 1:54.98-at 1:55.84-ről. Az ötödik futamban, a 4x200-as gyors váltóban Phelps 1:45.36-ot úszott kezdőként Ryan Lochte, Klete Keller és Peter Vanderkaay csapatában, sikerült lepipálniuk a korábbi világcsúcsot, amit az Ausztrálok állítottak fel még 2001-ben, ez volt a 7:03.24-es idő. Hatodik futamában a 100 méter pillangóban 50.77-tel Phelps megszerezte hatodik arany érmét.

## 2008. évi olimpia
Michael Phelps hat egyéni futamot teljesített. Az első számában, a 400 m egyéni vegyesben javított a 4:06.22-es világrekordon a 4:05.25-ös idővel. A második versenyeként a 200 méteres gyorson Phelps 1:44.10-zel nyert Peter Vanderkaay előtt. Ideje: 1:45.85. Harmadik futamán, a 100 gyorson 47.92-vel a második helyen végzett. A negyedik futamon a 200 pillangóban Phelps 1:52.20-szal lett első. Az ötödik számában, a 200 méter egyéni vegyesben, Phelps világrekordot javított, saját világrekordját 1:54.98-ról 1:54.80-ra. A hatodik és egyben az utolsó megmérettetésen a 100 pillangóban Phelps 50.89-at úszva nyert. Amikor arról kérdezték, hogy tud-e nyerni 8 aranyat Pekingben, akkor Phelps ezt nyilatkozta: "Felkészülök arra a találkozóra, mint ahogy felkészülök az összes többire... felkészítem magam annyira amennyire csak tudom".

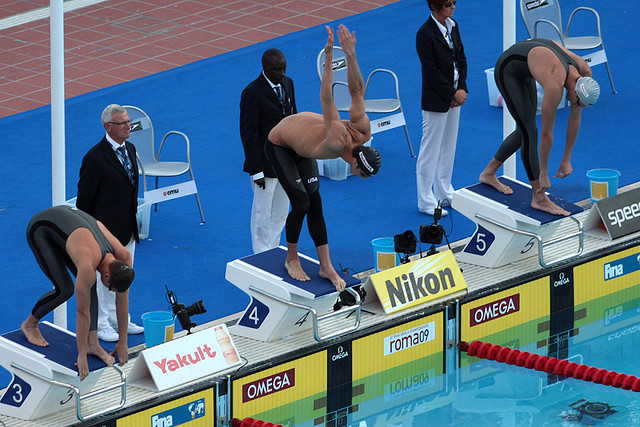
Michael Phelps a 200 m pillangó elődöntője előtt

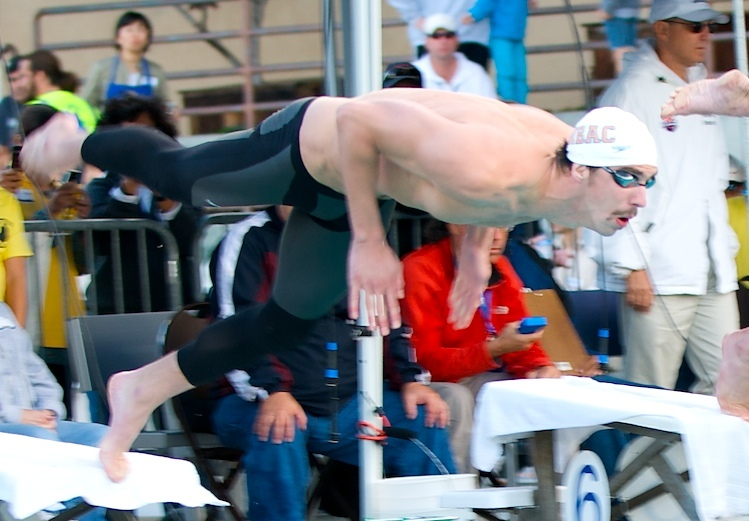
Santa Clara, Kalifornia, 2009

Michael Phelps olimpiai rekordot állított fel az előfutamon a 400 egyéni vegyesben. Aranyat nyert kettő másodperccel megjavítva saját világrekordját. 47.51 időt mutatott fel 4x100 gyors váltóban, új amerikai rekord. Ez volt a második aranya a 2008. évi nyári olimpiai játékokon. Csapattársa Jason Lezak több mint fél testhosszal Alain Bernard előtt végezve. A francia csapattárs nyolc századdal maradt el tőle.
A legjobb öt csapat is a világrekord, 3:12.23 alatt végzett. Phelps harmadik futamában, megúszta korábbi világrekordját. 200 m gyorson közel egy másodperccel. Az aranyat 1:42.96-os világrekord idővel nyerte majdnem két másodperccel Pak Thehvan előtt. Ezzel a versennyel Phelps az ötödik olyan olimpiai atléta lett, aki kilenc aranyat nyert Mark Spitz, Larisza Latinyina, Paavo Nurmi és Carl Lewis után.
Phelps 2008. augusztus 10-én állt dobogóra az aranyérem miatt. Ryan Lochte és Cseh László úszókkal fotózták le Michael Phelpst. A következő napon két döntőben vett részt Phelps. Az első szám a 200 m pillangó volt, itt szerezte meg negyedik érmét 1:52.03-mal, majdnem hét tized másodperccel leúszva Cseh Lászlót, annak ellenére, hogy úszó szemüvege megtelt vízzel és nem látott semmit az utolsó száz méteren.
Kevesebb mint egy órával később, hogy megnyerte a 200 m pillangót, Phelps indult a 4x200 m gyors váltón. Ryan Lochte, Ricky Berens és Peter Vanderkaay úszókkal együtt megnyerte az ötödik arany érmét, egyúttal az ötödik világcsúcsot úszta amerikai csapat tagjaként. Ideje 6:58.56. Az amerikai csapat volt az első, amelyik 7 perc alatt tudta teljesíteni a távot, megjavítva a Melbourneben felállított rekordot több mint négy és fél másodperccel.
Hatodik aranyát Michael Phelps 2008. augusztus 15-én úszta 200 m egyéni vegyesben 1:54.23-at úszva, több mint két másodperccel Cseh László előtt. A hetedik arany a 100 pillangóval sikerült megcsípni.
A szerb-amerikai úszó Milorad Čavić kisebb zavart keltett azon kijelentésével, miszerint Phelpsnek jót tenne, ha vesztene a nyolcadik futamnál, és csak hetet nyerne meg. Nagyszerű volna, ha a történészek beszélnének Michael Phelps 7 aranyérméről. 2008. augusztus 16-án Phelps megnyerte 7. aranyérmét a 100 méteres pillangóban, 50.58-ra módosítva az olimpiai csúcsot. Mark Spitz azt nyilatkozta Michael Phelps 7. aranya után, hogy Phelps nem csak minden idők legjobb úszója, de minden idők legjobb olimpikonja és talán minden idők legjobb atlétája is, a legjobb versenyző.
Michael Phelps csapattársaival ünnepelte a nyolcadik győztes futamát, megnyerve a 8. arany éremét a 2008. évi nyári olimpiai játékokon. Minden idők legjobb olimpikon rekordját 2008. augusztus 17-én állította fel. A nyolcadik aranyat a 4x100-as vegyes váltó után vette át. Mark Spitz hét aranyát 1972-ben kapta Münchenben. Phelps csapattársaival, Brendan Hansennel, Aaron Peirsollal és Jason Lezakkal új világrekordot állított fel 3:29.34-gyel. 0.7 másodperccel végeztek az ausztrálok előtt, az előző rekordot 1.34 másodperccel haladták meg, amit az Amerikai Egyesült Államok állított fel a 2004. évi nyári olimpiai játékokon Athénban. Phelps 50.1 másodperc alatt végzett a részfutamban, a valaha is leggyorsabb pillangót úszva. Jason Lezak több mint fél másodperces hátrányt szenvedett el.

## 2009-es világbajnokság

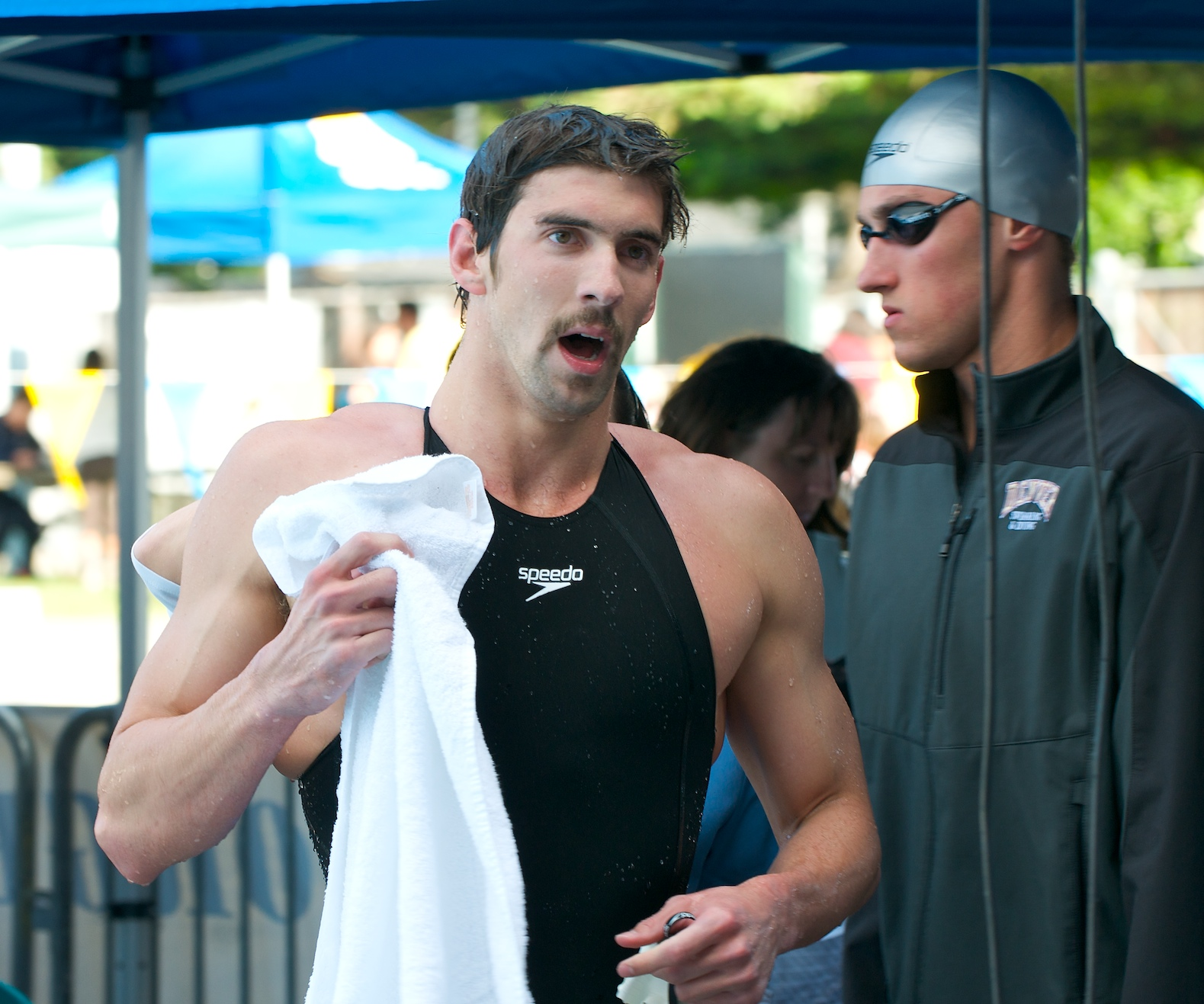
Santa Clara, Kalifornia, 2009

A 2009. évi úszó világbajnokságok Phelps drasztikusan lecsökkentette futamainak számát. Összesen csak három egyéni versenyen indult. Az első versenyen a 200 méteres gyorsúszáson Phelps 1:44.23-as időt úszva nyert. Második futamában a 200 méteres pillangóban Phelps könnyedén nyert 1:52.76-tal 0.88-cal a második előtt. Harmadik futamában a 100 pillangóban 50.22-es új világrekordot úszott. A 2009. évi úszóvilágbajnokságon összesen hat érmet nyert, 5 aranyat és 1 ezüstöt. Az első futamban a 4x100-as váltóban Phelps 47.78-tal nyitott. Pekingben ugyanebben a számban 47.51-et teljesített, de az amerikai csapat megnyerte a versenyt az oroszok és a franciák előtt. Második futamában a 200 m gyorson Phelps vesztett - négy év óta először - a német Paul Biedermann ellen. Phelps 1:43.22-et míg Paul Biedermann 1:42.00-t úszott, új rekordot, a korábbi csúcsot 1:42.96-ot, Phelps úszta 2008. évi nyári olimpiai játékokon. Phelps jóindulattal elfogadt az ezüstöt, de az edzője Bob Bowman azzal fenyegetőzött, hogy visszavonja a nemzetközi versenyről, mert Paul Biedermann poliuretán úszómeze, főleg a Arena X-Glide, becstelen előnyhöz juttatta. Bob Bowman azt nyilatkozta az eset kapcsán:
Nekem 5 évembe telt Michael Phelpset felhozni 1:46-ról 1:42-re, őneki pedig 11 hónap elég volt. Ez elképesztő edzés program. Szeretném tudni, hogy csinálta.
Phelps a harmadik futamában a 200 méteres pillangóban 1:52.03-ról 1:51.51-re módosítva a világrekordot, megszerezte következő aranyérmét. A negyedik versenyen Phelps a 4x200-as gyors váltóban 1:44.49-gyel kezdett, új aranyat és új világcsúcsot teljesítettek. A 200 méter gyors veresége után, sokan gondolták Phelps sebezhetővé vált a 100 m pillangóban. A futam másik esélyese Milorad Čavić, aki szintén Arena X-Glide úszóruhában versenyzett, felajánlotta, hogy vegyen új úszóruhát Phelps, aki az LZR Racert használta. Az ötödik futamban Phelps, 100 méter pillangóban aranyat szerzett világcsúcsot úszva. Ő volt az első, aki 50 másodperc alatt úszta a távot, legyőzve Milorad Čavić úszót 49.82-vel. A 4x100 vegyes záró futamban megnyerte ötödik aranyát Phelps Aaron Peirsol, Eric Shanteau és David Walters mellett beállítva az új 3 perc és 27.28 másodperces világ rekordot.

## 2010. évi Pan Pacific bajnokság

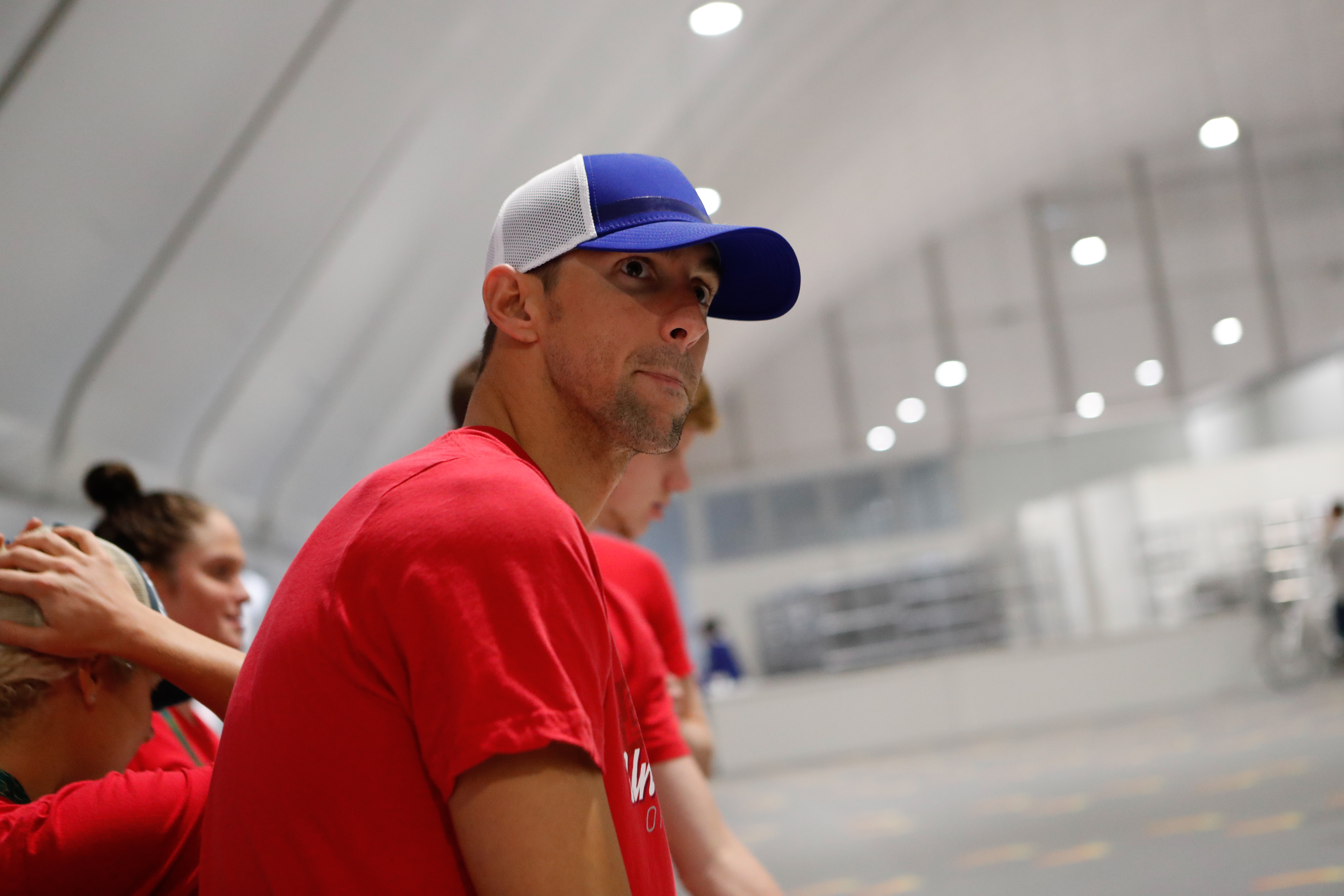
Michael Phelps a 2016-os riói olimpián

Az előfutamokon Phelps 5 számban kvalifikálta magát. 200 méter gyorson Ryan Lochtet megelőzve 1:45.61 lett az eredménye. Egy órával később Phelps visszatért a medencébe és megnyerte a 200 méter pillangót. De Phelps nem volt elégedett és a élete "legrosszabb" futamának nevezte azt. 100 m pillangóval megnyerte élete ötvenedik nemzetközi címét 50.65-tel. A futam után Phelps ezt mondta: elégséges volt. A 200 méteres egyéni vegyesen Phelps második lett Lochte mögött 1:55.94-gyel, aki 1:54.84-et tudott teljesíteni. Ez volt az első alkalom, amikor Phelpst le tudta győzni Lochte komolyabb nemzetközi versenyen. 200 méteres hátúszásban Phelps negyedikként végzett 1:56.98-cal.
200 méteres pillangóban 1:54.11-gyel szintén első lett rajt-cél győzelmet aratva. Bár sokkal lassabb volt, mint egy évvel korábban az 1:51.51-gyel Michael Phelps nem vesztett 2002 óta 200 méteres pillangóban. A verseny második napján 400 méter vegyest úszott egyéniben és részt vett a 4x200 m gyors váltóban. Phelps nem úszott a B döntőjében 400 vegyes egyéniben. Peter Vanderkaay, Ricky Berens és Lochte, Phelpsszel az élén az amerikai csapat megnyerte a 4x200 gyors váltót Japán és Ausztrália előtt. A verseny harmadik napján Phelps a 100 méteres pillangó számban indult, amit 50.86-tal, bajnoki rekorddal zárt. A 4x100 gyors váltóban Phelps, Lochte, Jason Lezak és Nathan Adrian alkotta az amerikai csapatot, elsők lettek Ausztrália és Dél-Afrika előtt. Phelps indult elsőként a 4x100-as váltóban és bajnoki rekordot úszott 48.13-as rész idejével. Phelps a 4x100-as vegyes váltóban Aaron Peirsol, Mark Gangloff, és Adrian mellett úszott Japán és Ausztrália előtt.

## 2012. évi nyári olimpiai játékok, London
Phelps azt mondta benevez a 2012-es nyári olimpiai játékokra, de az volna az utolsó olimpiája. Azt állította nem fog újra nyolc számban indulni és új futamokon fog indulni. Természetesen dobja a 400-as egyéni váltót a programjából, a többi szám még kérdéses. Phelps azt mondta: "Továbbra is azt mondom lemegyek és sprintelni fogok, de Bob Bowman nem érte vele egyet. Meg szeretnék próbálni más számokat, lehet, nem ugyanazokat, amikben itt versenyeztem."

## Kitüntetések és díjak
Michael Phelps az Amerikai Egyesült Államok Olimpiai csapatának tagja volt 2000-ben, 2004-ben, 2008-ban és 2012-ben. Ő tartja a legtöbb arany érmet nyert sportoló rekordját, összesen 18-at nyert. Egyéniben 13 aranyat nyert. Az egy olimpián megnyert arany érmeinek száma 8 darab, ezt a 2008. évi nyári olimpiai játékokon nyerte. Szülővárosában, Baltimoreban Michael Phelpsre neveztek át egy utcát 2004-ben. A következő díjakban, elismerésekben részesült:
- World Swimmer of the Year Award: 2003, 2004, 2006, 2007, 2008, 2009
- American Swimmer of the Year Award: 2001, 2002, 2003, 2004, 2006, 2007, 2008, 2009
- Golden Goggle Male Performance of the Year: 2004, 2006, 2007, 2008
- Golden Goggle Relay Performance of the Year: 2006, 2007, 2008
- Golden Goggle Male Athlete of the Year: 2004, 2007, 2008
- USOC SportsMan of the Year Award: 2004, 2008
- James E. Sullivan Award: 2003
- Laureus World Sports Sportsman of the Year Award (jelölt): 2004, 2005, 2008, 2009
- Sports Illustrated Sportsmen of the Year: 2008

## Magánélet

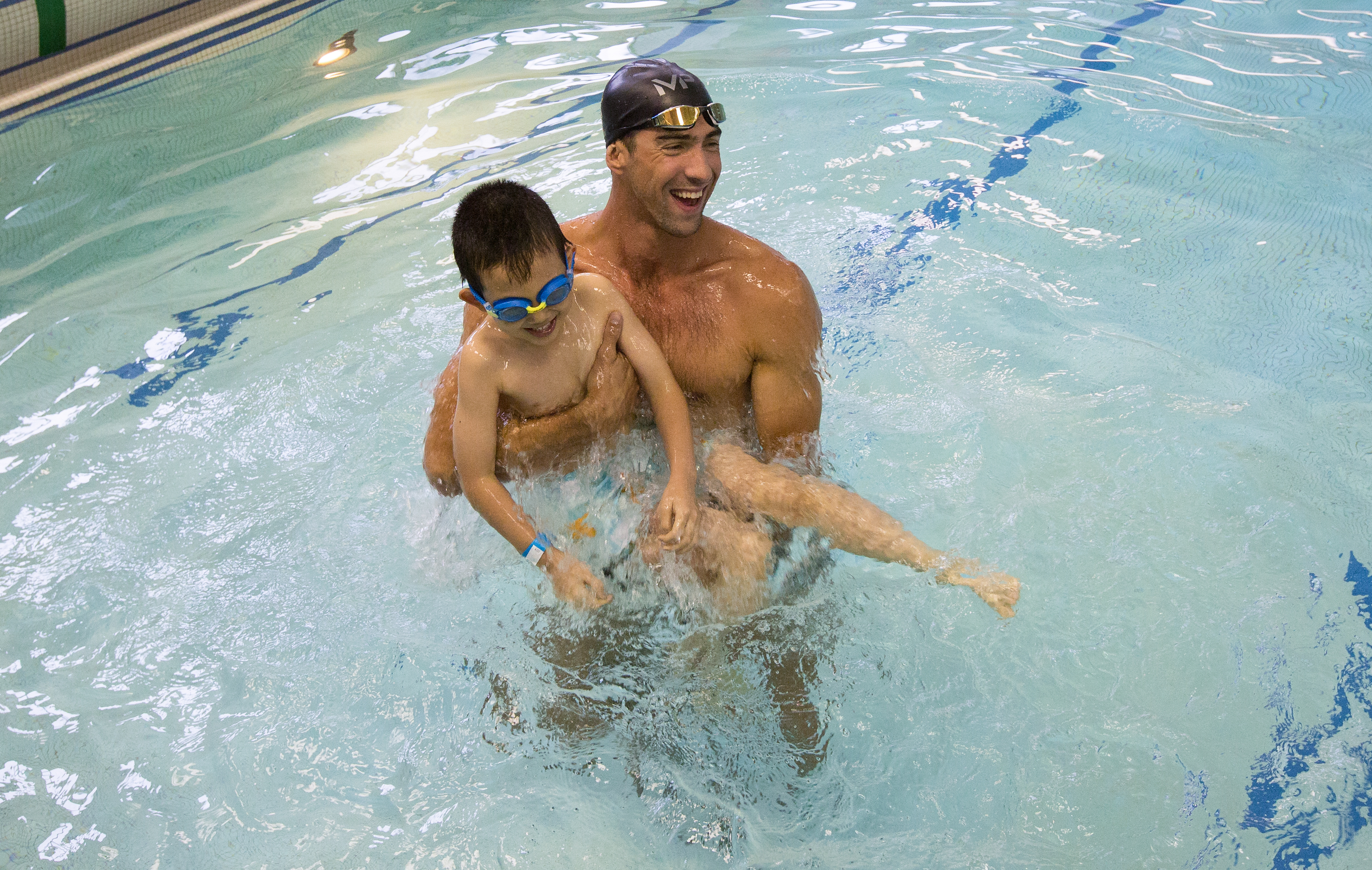
Michael Phelps úszni tanít egy kisgyermeket (2017)

Az úszóklasszist már többször is hírbe hozták úszónőkkel (Stephanie Rice; Amanda Beard), de egy interjúban elárulta, hogy csak akkor randevúzna úszókkal, ha "mélyponton lenne", hisz igyekszik magánéletét elválasztani az úszástól. Phelps együtt járt Taylor Lianne Chandlerrel, aki egyébként egy interszexuális nő. Feleségével, az egykori szépségkirálynővel Nicole Johnson-nal 2016 júniusában mondták ki a boldogító igent. A párnak egy közös gyermeke van, Boomer Phelps, aki 2016. május 5-én látta meg a napvilágot.

## Érdekességek
- Michael Phelps a pekingi olimpián 8 aranyérmet szerzett, és ezzel megdöntötte Mark Spitz rekordját, amit 1972-ben állított fel. Ezzel Phelps lett minden idők legsikeresebb olimpikonja. 8 futamából hetet világcsúccsal nyert meg.
- 194 centis testmagasságához aránytalanul nagy, kétméteres fesztáv társul.
- Bokáiban dupla ízülettel született, ami az jelenti, hogy annyira vissza tudja hajlítani a lábfejét, hogy az túlmegy az egyenesen, több mint kétszáz fokban.
- Cipőmérete európai számozás szerint 49,5-es.
- Az úszással és a megfelelési kényszerrel kapcsolatos traumái miatt felnőtt korában problémái voltak az alkohollal, a drogokkal, és súlyosan depressziós is volt. Gyermeke megszületésekor végleg abbahagyta az úszást, azóta tartja magát boldog embernek.[22]

## Világrekordok
2009. december 19-én 39 – 29 egyénivel és 10 váltóban elért – világcsúccsal a háta mögött Phelps több rekordot állított, mint bárki más, túlszárnyalva Mark Spitz 33 világrekordját.
| Szám | Táv     | Esemény               | Idő     | Helyszín                           | Dátum               | Ref    |
| ---- | ------- | --------------------- | ------- | ---------------------------------- | ------------------- | ------ |
| 1    | 200 m   | pillangó              | 1:54.92 | Austin, Texas, USA                 | 2001. március 30.   | [ 23 ] |
| 2    | 200 m   | pillangó (2)          | 1:54.58 | Fukuoka, Japán                     | 2001. július 24.    |        |
| 3    | 400 m   | vegyesúszás egyéniben | 4:11.09 | Ft. Lauderdale, Florida, USA       | 2002. augusztus 15. | [ 24 ] |
| 4    | 4×100 m | vegyesúszás, váltó    | 3:33.48 | Jokohama, Japán                    | 2002. augusztus 29. | [ 25 ] |
| 5    | 400 m   | vegyes egyéni (2)     | 4:10.73 | Indianapolis, Indiana, USA         | 2003. április 6.    | [ 26 ] |
| 6    | 200 m   | vegyesúszás egyéni    | 1:57.94 | Santa Clara, Kalifornia, USA       | 2003. június 29.    | [ 27 ] |
| 7    | 200 m   | pillangó (3)          | 1:53.93 | Barcelona, Spanyolország           | 2003. július 22.    | [ 28 ] |
| 8    | 200 m   | egyéni vegyes (2)     | 1:57.52 | Barcelona, Spanyolország           | 2003. július 24.    |        |
| 9    | 100 m   | pillangó              | 0:51.47 | Barcelona, Spanyolország           | 2003. július 25.    |        |
| 10   | 200 m   | egyéni vegyes (3)     | 1:56.04 | Barcelona, Spanyolország           | 2003. július 25.    |        |
| 11   | 400 m   | egyéni vegyes (3)     | 4:09.09 | Barcelona, Spanyolország           | 2003. július 27.    |        |
| 12   | 200 m   | egyéni vegyes (4)     | 1:55.94 | College Park, Maryland, USA        | 2003. augusztus 9.  | [ 29 ] |
| 13   | 400 m   | egyéni vegyes (4)     | 4:08.41 | Kalifornia, USA                    | 2004. július 7.     | [ 30 ] |
| 14   | 400 m   | egyéni vegyes (5)     | 4:08.26 | Athén, Görögország                 | 2004. augusztus 14. | [ 31 ] |
| 15   | 200 m   | pillangó (4)          | 1:53.80 | Victoria, British Columbia, Kanada | 2006. augusztus 17. | [ 32 ] |
| 16   | 4×100 m | gyorsúszás váltó      | 3:12.46 | Victoria, British Columbia, Kanada | 2006. augusztus 19. |        |
| 17   | 200 m   | egyéni vegyes (5)     | 1:55.84 | Victoria, British Columbia, Kanada | 2006. augusztus 20. |        |
| 18   | 200 m   | pillangó (5)          | 1:53.71 | Kolumbia, Missouri, USA            | 2007. február 17.   | [ 33 ] |
| 19   | 200 m   | gyorsúszás            | 1:43.86 | Melbourne, Victoria, Ausztrália    | 2007. március 27.   | [ 34 ] |
| 20   | 200 m   | pillangó (6)          | 1:52.09 | Melbourne, Victoria, Ausztrália    | 2007. március 28.   |        |
| 21   | 200 m   | egyéni vegyes (6)     | 1:54.98 | Melbourne, Victoria, Ausztrália    | 2007. március 29.   |        |
| 22   | 4×200 m | gyorsúszás váltó      | 7:03.24 | Melbourne, Victoria, Ausztrália    | 2007. március 30.   |        |
| 23   | 400 m   | egyéni vegyes (6)     | 4:06.22 | Melbourne, Victoria, Ausztrália    | 2007. április 1.    |        |
| 24   | 400 m   | egyéni vegyes (7)     | 4:05.25 | Omaha, Nebraska, USA               | 2008. június 29.    | [ 35 ] |
| 25   | 200 m   | egyéni vegyes (7)     | 1:54.80 | Omaha, Nebraska, USA               | 2008. július 4.     |        |
| 26   | 400 m   | egyéni vegyes (8)     | 4:03.84 | Peking, Kína                       | 2008. augusztus 10. | [ 36 ] |
| 27   | 4×100 m | gyorsúszás            | 3:08.24 | Peking, Kína                       | 2008. augusztus 11. |        |
| 28   | 200 m   | gyorsúszás (2)        | 1:42.96 | Peking, Kína                       | 2008. augusztus 12. | [ 37 ] |
| 29   | 200 m   | pillangó (7)          | 1:52.03 | Peking, Kína                       | 2008. augusztus 13. | [ 38 ] |
| 30   | 4×200 m | gyors váltó (2)       | 6:58.56 | Peking, Kína                       | 2008. augusztus 13. | [ 39 ] |
| 31   | 200 m   | egyéni vegyes (8)     | 1:54.23 | Peking, Kína                       | 2008. augusztus 15. | [ 40 ] |
| 32   | 4×100 m | Vegyes váltó (2)      | 3:29.34 | Peking, Kína                       | 2008. augusztus 17. | [ 41 ] |
| 33   | 100 m   | pillangó (2)          | 0:50.22 | Indianapolis, Indiana, USA         | 2009. július 9.     | [ 42 ] |
| 34   | 200 m   | pillangó (8)          | 1:51.51 | Róma, Olaszország                  | 2009. július 29.    | [ 43 ] |
| 35   | 4×200 m | gyorsúszás váltó (3)  | 6:58.55 | Róma, Olaszország                  | 2009. július 31.    |        |
| 36   | 100 m   | pillangó (3)          | 0:49.82 | Róma, Olaszország                  | 2009. augusztus 1.  |        |
| 37   | 4×100 m | Vegyes váltó (3)      | 3:27.28 | Róma, Olaszország                  | 2009. augusztus 2.  |        |
| 38   | 4×100 m | vegyes váltó          | 3:20.71 | Manchester, Egyesült Királyság     | 2009. december 18.  | [ 44 ] |
| 39   | 4×100 m | gyorsúszás váltó (sc) | 3:03.30 | Manchester, Egyesült Királyság     | 2009. december 19.  | [ 45 ] |